# 竜美西
竜美西（たつみにし）は、愛知県岡崎市の町名である。現行行政地名は竜美西一丁目及び竜美西二丁目。

## 地理
岡崎市のやや南に位置する。主に住宅地を形成している。小字は置かれていない。

## 世帯数と人口
2019年（令和元年）5月1日現在の世帯数と人口は以下の通りである。
| 丁目         | 世帯数  | 人口  |
| ------------ | ------- | ----- |
| 竜美西一丁目 | 172世帯 | 347人 |
| 竜美西二丁目 | 114世帯 | 245人 |
| 計           | 286世帯 | 592人 |

### 人口の変遷
国勢調査による人口の推移
| 1995年（平成7年）  | 708人 | [ 6 ]  |  |
| 2000年（平成12年） | 723人 | [ 7 ]  |  |
| 2005年（平成17年） | 665人 | [ 8 ]  |  |
| 2010年（平成22年） | 642人 | [ 9 ]  |  |
| 2015年（平成27年） | 607人 | [ 10 ] |  |

## 小・中学校の学区
市立小・中学校に通う場合、学区は以下の通りとなる。
| 丁目         | 番・番地等 | 小学校             | 中学校             |
| ------------ | ---------- | ------------------ | ------------------ |
| 竜美西一丁目 | 全域       | 岡崎市立三島小学校 | 岡崎市立竜海中学校 |
| 竜美西二丁目 | 全域       | 岡崎市立三島小学校 | 岡崎市立竜海中学校 |

## 歴史

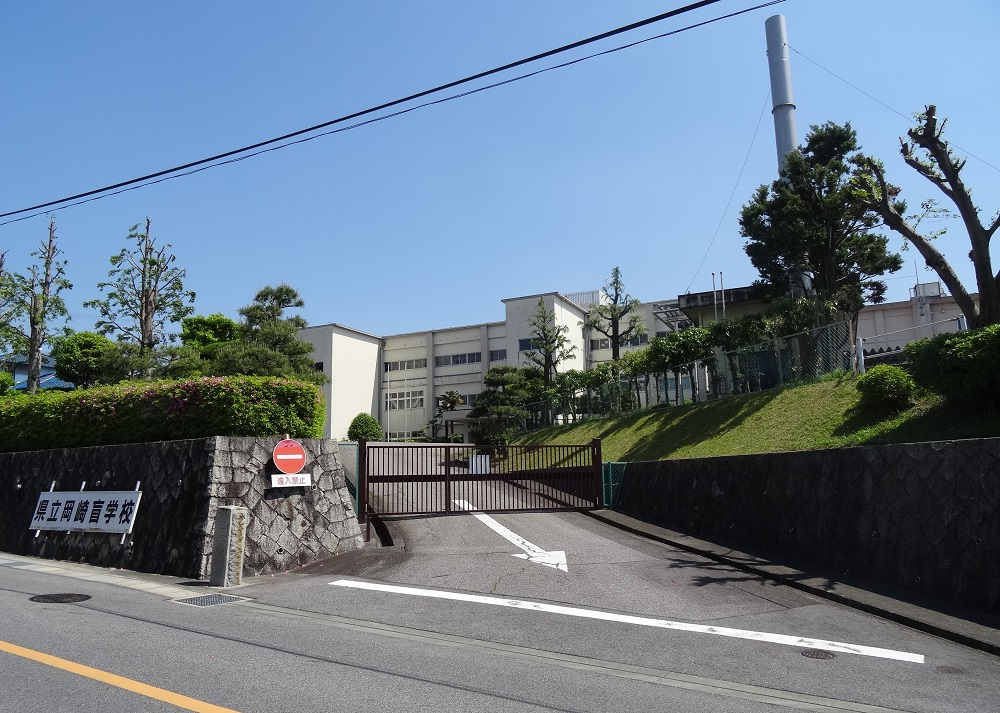
愛知県立岡崎盲学校

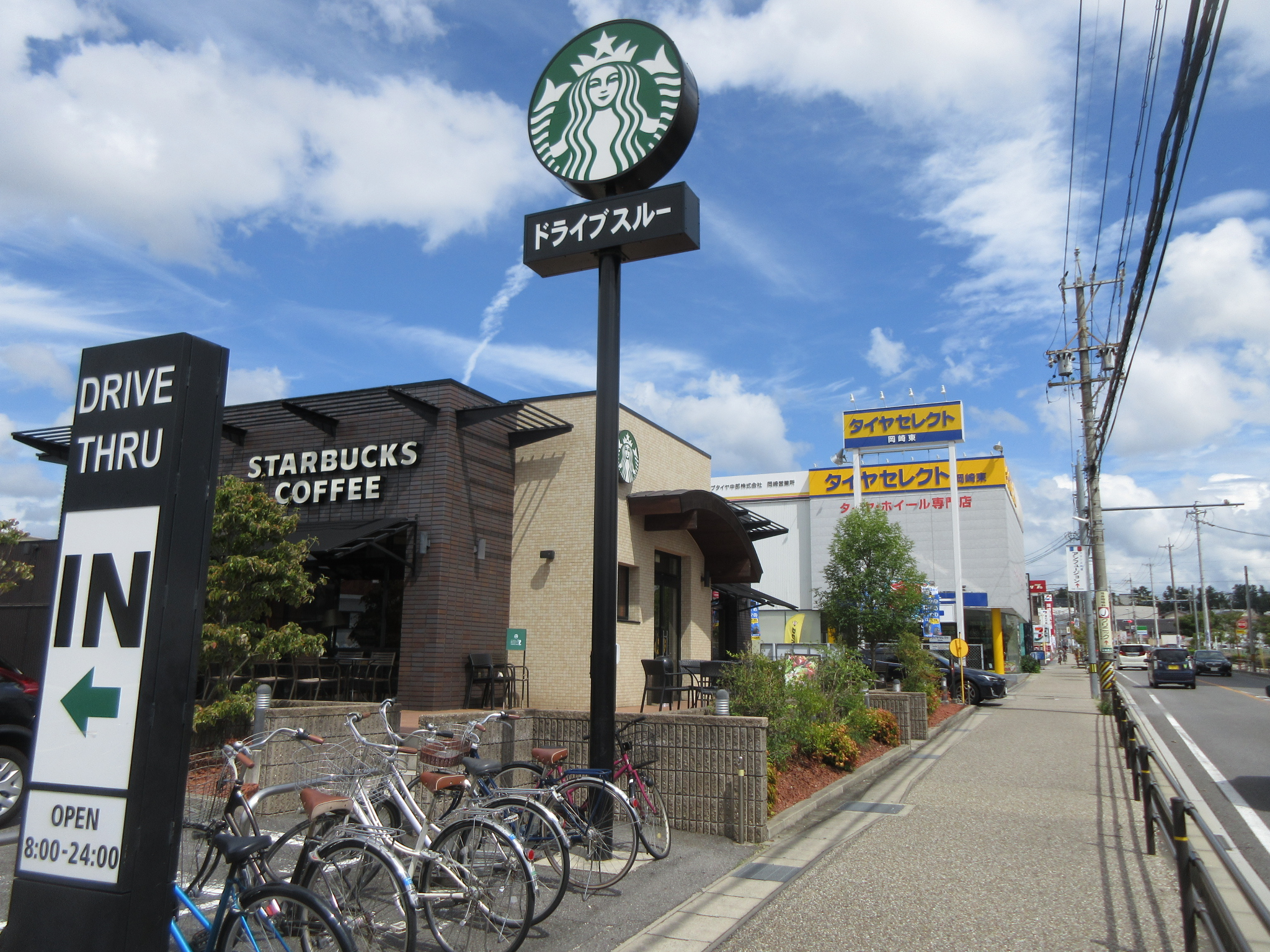
スターバックスコーヒー岡崎竜美店

額田郡明大寺村の一部を前身とする。合併や編入により、1916年には岡崎市明大寺町の一部となったが、1965年から始まる宅地開発以前は山林だった。
- 1965年 - 岡崎城（別名龍城）の巽（南東）の方角にある丘陵地帯であったことにちなみ、一帯が竜美ヶ丘と命名され、竜美ヶ丘土地区画整理組合が設立された。以後、域内の約8割が山林だった一帯が整備され、道路、学校、医師会館、宅地などが設置、開発された[12]。

- 1988年（昭和63年）5月21日 - 明大寺町の一部が独立し竜美西1丁目に、明大寺町及び上六名町の一部が独立して竜美西2丁目にそれぞれなった[13]。明大寺町字道城ヶ入の地名が道城ヶ入公園に残る。1989年、竜美ヶ丘土地区画整理組合解散[1]。

### 史跡
- 道城ヶ入古墳

## 施設
一丁目
- 道城ヶ入公園
- 岡崎警察署長峯寮
- 岡崎市医師会 公衆衛生センター
- 愛知県立岡崎盲学校
- 岡崎信用金庫 竜美丘支店
- TOTO 岡崎ショールーム
- 積和不動産中部 愛知東営業部
- セブン-イレブン 岡崎竜美西店

二丁目
- スターバックスコーヒー 岡崎竜美店
- 餃子の王将 岡崎南店
- izumoden岡崎(出雲殿)
- ヤナセブランドスクエア岡崎
- 出雲殿聖クローチェ教会

## 交通
- 会議所通り
- 名鉄バス
  - 岡崎南線
  - 岡崎南市内線

## その他

### 日本郵便
- 郵便番号 : 444-0875[4]（集配局：岡崎郵便局[14]）。

## 参考資料
- 「角川日本地名大辞典」編纂委員会 編『角川日本地名大辞典 23 愛知県』角川書店、1989年3月8日。ISBN 4-04-001230-5。
- 有限会社平凡社地方資料センター 編『日本歴史地名体系第23巻 愛知県の地名』平凡社、1981年。ISBN 4-582-49023-9。